# Auverse
Auverse è un ex comune francese di 448 abitanti situato nel dipartimento del Maine e Loira nella regione dei Paesi della Loira. Dal 15 dicembre 2016 è accorpato al nuovo comune di Noyant-Villages.

## Società

### Evoluzione demografica
Abitanti censiti